# Szamoshéviz
Szamoshévíz (románul Toplița) település Romániában, Szilágy megyében.

## Fekvése
Zsibótól északkeletre, a Szamos jobb partja közelében, hegyektől körülvett völgyben, Lemény és Hosszúrév között fekvő település.

## Nevének eredete
Mai nevét 1913-ban kapta, a régi neve Toplicza volt, mely a szláv toplu= meleg forrás szóból ered.

## Története
Nevét az oklevelek 1546-ban említették először Thoplycza néven.
Kővár tartozéka volt. Keletkezési ideje 1543-1546 közé tehető, mivel neve Kővár 1543 évi adóösszeírásaiban még nem szerepelt, az 1546 évi összeíráskor fordult elő neve először.
A Drágffy család birtokai közé tartozott, 1549-ben Drágffy Gáspár özvegyének, somlyói Báthory Annának birtoka volt.
1556-ban a Drágffyak kihalta után Izabella királyné a birtokot bátori (ecsedi) Báthori György tárnokmesternek, nejének Báthory Annának és fiuknak Istvánnak (†1605) adományozta.
1565-ben Báthori György fellázadt II. Miksa császár ellen, s lázadása után a birtokot – feje váltságául – a birtokot a császárnak engedte át.
1566-ban vajdája az Aranymezőn lakó Lázár volt. Ebből az időből több lakosa neve is említve volt; így a Kortis, Korna, Gyerik, Zahul, Román, Nan és Kotcs jobbágycsaládok nevei.
1567-ben II. János király visszafoglalta II. Miksa császártól Kővárt és tartozékait, köztük Toplitzát is. és Beregszói Hagymási Kristófnak adományozta.
1603-ban a falu az Aranymezői járáshoz tartozott.
1620-ban Bethlen Gábor fejedelem az egész falut és Solymospatakát Perényi Gábornak adta, aki még ugyanaz évben Rhédey Pálnak engedte át.
1702-ben Bethlen Ferenc és Bánffy Péter volt Toplitza birtokosa.
1786 és 1820 között a Kendeffy családé, 1898-ban Illés László, Szabó Sándor és Szusze Gergely birtoka volt.
A településnek az 1830-as népszámláláskor 167, 1888-ban pedig 226 lakosa volt.
1891-ben 245 lakosából 240 görögkatolikus, 5 izraelita, 1900-ban 270 lakosa volt.

## Néprajz, népszokások
Az 1900-as adatokból kitűnt akkori lakosainak életmódja is: A szorgalmas, földművelő lakosság fő tápláléka a málé volt. Épületeik fa- és kőoldalúak voltak, szalmafedéllel.
Öltözetüket házilag állították elő, széles "lábravalót", gubát hordtak.

## Nevezetességek
- Ortodox fatemploma fából épült, a hagyományok szerint még az 1500-as években. 1864-ben Mihály arkangyal és Gábor főangyalok tiszteletére szentelték fel. Harangjai 1854-ből valók, egyiken magyar, másikon ciril felirattal.
- A falu mellett található a La fântToplițana satului nevű barlang.